# Distrito Escolar Unificado de Torrance
El Distrito Escolar Unificado de Torrance (Torrance Unified School District en inglés) es el distrito escolar en California, Estados Unidos. Tiene escuelas y su sede en Torrance.
TUSD, con una superficie de aproximadamente 21 millas cuadradas, se estableció en 1947 y unificó en 1948.

## Escuelas

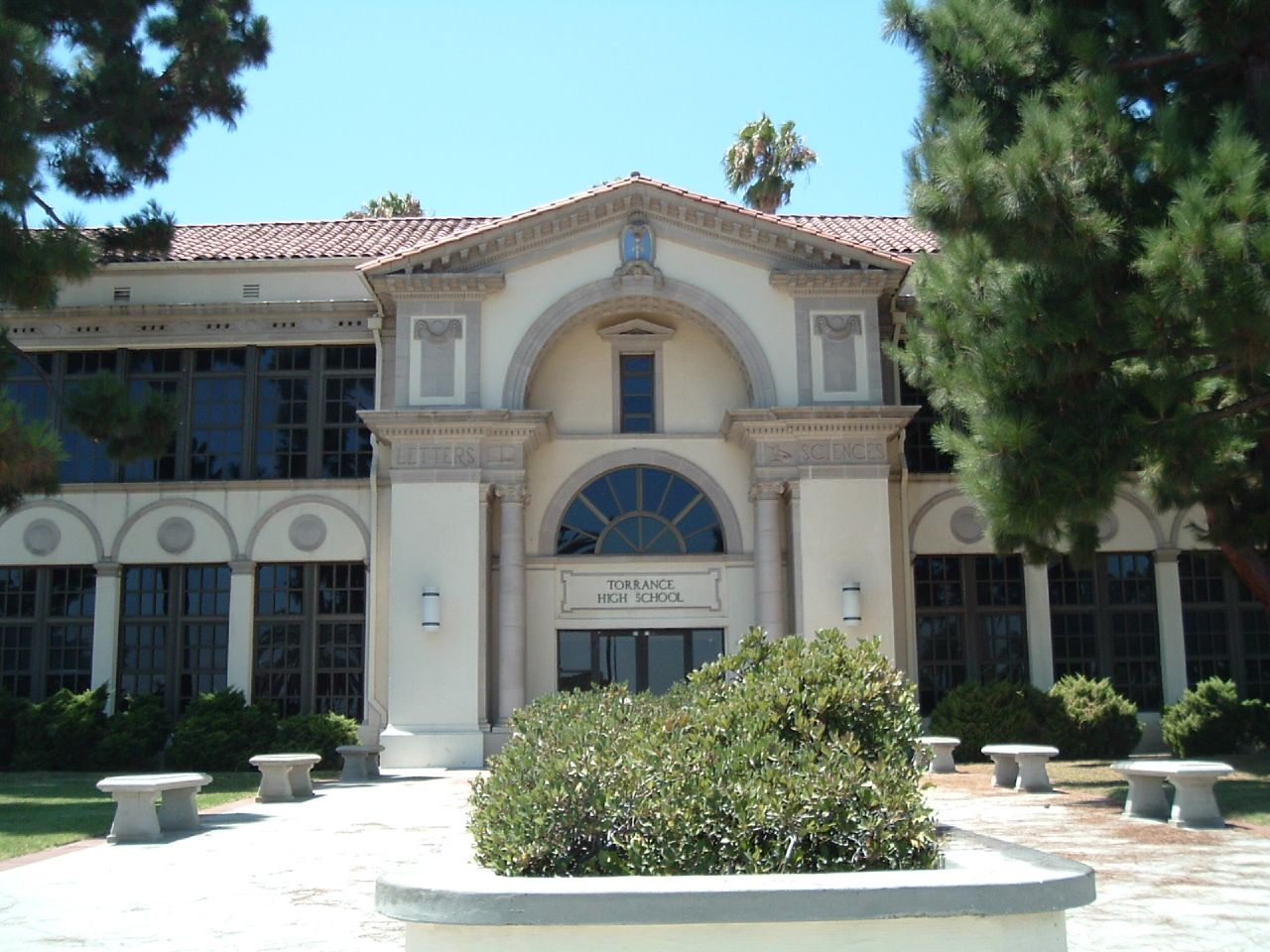
Torrance High School

TUSD gestiona 17 escuelas primarias, 8 escuelas medias, 4 escuelas preparatorias, una escuela "continuation", una escuela preparatoria alternativa, y dos campos escolares para adultos.

### Escuelas preparatorias
- Torrance High School
- North High School
- South High School
- West High School